# Rufford (Lancashire)
Rufford – wieś w Anglii, w hrabstwie Lancashire, w dystrykcie West Lancashire. Leży 43 km na północny zachód od miasta Manchester i 298 km na północny zachód od Londynu.